# Дјаковце
Дјаковце (слч. Diakovce, мађ. Deáki) насељено је мјесто са административним статусом сеоске општине (слч. obec) у округу Шаља, у Њитранском крају, Словачка Република.

## Становништво
| Година:    | 1994. | 2004.   | 2014.   | 2024.   |
| ---------- | ----- | ------- | ------- | ------- |
| Број људи: | 2113  | 2223    | 2259    | 2377    |
| Разлика:   |       | +5,20 % | +1,61 % | +5,22 % |

| Година:    | 2023. | 2024.   |
| ---------- | ----- | ------- |
| Број људи: | 2380  | 2377    |
| Разлика:   |       | -0,12 % |

Према подацима о броју становника из 2011. године насеље је имало 2.210 становника.